# ALIVE (飛蘭のアルバム)
『ALIVE』（アライブ）は、飛蘭の2枚目のオリジナルアルバム。2011年9月21日にLantisから発売された。

## 概要
飛蘭のメジャー2作目となるオリジナルアルバム。初回限定盤と通常盤が同時発売され、初回限定盤には2011年6月5日に大阪の心斎橋CLUB QUATTROにて行われたライブ「飛蘭 LIVE TOUR 02 -HAPPY SOUL DANCE-」の最終公演を収めたDVDが同梱されている。 
2011年1月26日に発売された8枚目のシングル「終末のフラクタル」はCDには収録されておらず、DVDにライブ映像が収められている。

## 収録曲
1. ALIVE [5:53] 
作詞：飛蘭、作曲：藤末樹、編曲：藤末樹・茉邑伎
2. I don't know [4:36] 
作詞・作曲：飛蘭、編曲：大久保薫
3. Last vision for last [4:17] 
  - テレビアニメ『百花繚乱 サムライガールズ』OP主題歌

作詞：畑亜貴、作曲・編曲：上松範康（Elements Garden）
4. 正直に生きろ! [4:00]
作詞・作曲：yozuca*、編曲：黒須克彦
5. 本能のDOUBT [4:14] 
  - テレビアニメ『探偵オペラ ミルキィホームズ』ED主題歌

作詞：こだまさおり、作曲・編曲：中山真斗（Elements Garden）
6. 亡霊達よ野望の果てに眠れ [3:44]
  - テレビアニメ『刀語』第11話 ED主題歌

作詞：畑亜貴、作曲・編曲：中山真斗（Elements Garden）
7. 灯-TOMOSHIBI- [3:54] 
  - OVA『戦場のヴァルキュリア3 誰がための銃瘡』OP主題歌

作詞：飛蘭、作曲・編曲：中山真斗（Elements Garden）
8. LOVED SEASON [5:09]
作詞：飛蘭、作曲・編曲：齋藤真也
9. 記憶の秘密 [4:28]
作詞：飛蘭、作曲：俊龍、編曲：chokix
10. しずかな蜜より赤い蜜 [3:59] 
  - テレビアニメ『百花繚乱 サムライガールズ』イメージソング

作詞：畑亜貴、作曲・編曲：藤間仁（Elements Garden）
11. DEAR BEST FRIEND [5:48]
作詞・作曲：飛蘭、編曲：藤間仁（Elements Garden）
12. INFINITE CRISIS [4:02]
  - PSPゲーム『探偵オペラ ミルキィホームズ』2nd OP主題歌

作詞・作曲・編曲：中山真斗（Elements Garden）
13. 螺旋、或いは聖なる欲望。 [4:48] 
  - テレビアニメ『聖痕のクェイサーII』OP主題歌

作詞：畑亜貴、作曲・編曲：菊田大介（Elements Garden）
14. MOTHER! [4:34]
作詞：飛蘭、作曲：俊龍、編曲：加藤大祐
15. 素晴らしい世界へ [5:31] 
作詞・作曲：飛蘭、編曲：藤間仁（Elements Garden）

DVD
1. OPENING
2. Errand
3. SERIOUS-AGE
4. MC
5. Dark Side of the Light
6. I sing by my soul
7. 本能のDOUBT
8. MC
9. 灯-TOMOSHIBI-
10. 終末のフラクタル
11. MC
12. spring〜君とのメロディ〜
13. MC
14. scat blue
15. 本当の愛を求めて
16. MC
17. ありがとう〜to dear you〜
18. Interlude 〜The performance of Faylan Band
19. しずかな蜜より赤い蜜
20. 螺旋、或いは聖なる欲望。
21. MC
22. Last vision for last
23. fortitude
24. Never Slash!!
25. mind as Judgment
26. HAPPY SOUL DANCE
27. MC
28. Polaris
29. DREAM PARADISE
30. MC
31. 素晴らしい世界へ